# Tres Olivos
Tres Olivos – stacja metra w Madrycie, na linii 10. Znajduje się w dzielnicy Fuencarral-El Pardo, w Madrycie i zlokalizowana jest pomiędzy stacjami Montecarmelo i Fuencarral. Została otwarta 26 kwietnia 2007.